# Hylaea anastomosaria
Hylaea anastomosaria là một loài bướm đêm trong họ Geometridae. được Linnaeus mô tả khoa học năm 1758.

## Đặc điểm
Con non sống dưới dạng sâu bướm, thức ăn chủ yếu là lá kim. Con trưởng thành sống về đêm, bị thu hút bởi ánh sáng.

## Môi trường sống
Chúng sống ở rừng lá kim và ở những khu vực có cây lá kim như vùng đất ngập nước Bắc Âu. Độ cao dao động từ mực nước biển đến 1300 m ở Trung Âu (Ebert 2003) và lên tới 2300 m ở Pyrenees.